# Max Tollqvist
Max Tollqvist, född 21 oktober 1957, är en svensk seglare.
Tollqvist blev världsmästare i IC-kanot 1981 och kom på sjätte plats vid VM 1984. Han blev svensk mästare i IC-kanot 1979, tog silvermedalj vid SM 1981, fick bronsmedaljer vid SM 1977, 1984, 2003 och 2004 samt tog en fjärdeplats vid SM 1980.